# 8 décembre
Pour les articles homonymes, voir Huit-Décembre.
8 novembre 8 janvier
Chronologies thématiques
- Croisades
- Ferroviaires
- Sports
- Disney
- Anarchisme
- Catholicisme

Abréviations / Voir aussi
- (° 1852) = né en 1852
- († 1885) = mort en 1885
- a.s. = calendrier julien
- n.s. = calendrier grégorien
- Calendrier
- Calendrier perpétuel
- Liste de calendriers
- Naissances du jour

Le 8 décembre est le 342e jour de l'année du calendrier grégorien, 343e lorsqu'elle est bissextile (il en reste ensuite 23).
C'était généralement l'équivalent du 18 frimaire du calendrier républicain français, officiellement dénommé jour du lierre.

## Événements

### IXesiècle
- 877 : sacre du roi des Francs Louis II le Bègue.

### XVIIesiècle
- 1625 : Ferdinand III de Habsbourg devient roi de Hongrie.

### XIXesiècle
- 1851 : victoire du gouvernement conservateur à la bataille de Loncomilla pendant la révolution chilienne de 1851.
- 1862 : traité des Dappes concernant la frontière franco-suisse.
- 1863 : incendie de l'église de la Compagnie à Santiago du Chili.
- 1881 : incendie du Ringtheater de Vienne.

### XXesiècle
- 1907 : avènement  de Gustave V de Suède.
- 1914 : bataille des Falklands.
- 1941 : ouverture du centre d'extermination de Chełmno.
- 1949 : Tchang Kai-chek se réfugie à Taiwan.
- 1953 : lancement par le président des États-Unis Dwight D. Eisenhower du programme Atoms for Peace.
- 1963 : le vol Pan Am 214 s'écrase après avoir été frappé par la foudre.
- 1971 : lancement de l'opération Python pendant la troisième guerre indo-pakistanaise.
- 1974 : référendum grec de 1974.
- 1982 : massacres de décembre 1982 au Suriname.
- 1985 : naissance de l'Association sud-asiatique pour la coopération régionale.
- 1987 : signature du traité sur les forces nucléaires à portée intermédiaire.
- 1991 : création de la Communauté des États indépendants, sur les cendres de l'URSS, en déliquescence jusqu'au 25 décembre suivant.
- 1999 : signature du traité de l'Union slave entre Bélarus et Russie.

### XXIesiècle
- 2004 : Déclaration de Cuzco créant l'Union des nations sud-américaines.
- 2012 : lors de la Conférence de Doha sur les changements climatiques, prorogation du protocole de Kyoto.
- 2015 : les Forces armées irakiennes reprennent le sud de Ramadi à l’organisation État islamique.
- 2020 :
  - au Liberia, un référendum constitutionnel a lieu afin de permettre à la population du pays de se prononcer sur plusieurs amendements de la constitution[1]. Ils se prononcent favorablement sur la double nationalité ainsi que sur la réduction des mandats du président et des parlementaires.
  - arrestation en France d'un groupe décrit comme terroriste, jugé en 2023.
- 2021 : en Allemagne, le social-démocrate Olaf Scholz est élu chancelier fédéral par une coalition tripartite du Bundestag deux mois après les élections fédérales, et forme aussitôt son gouvernement[2].
- 2022 : Emmanuel Macron annonce la gratuité des préservatifs en pharmacie pour les 18-25 ans.
- 2024 : en Syrie, les rebelles prennent le contrôle de Damas et renversent le président Bachar al-Assad[3].

## Arts, culture et religion
- 1660 : Margaret Hughes (en) est sans doute la première femme autorisée à se produire sur scène, dans le rôle de Desdemona de la tragédie de Shakespeare Othello ou le Maure de Venise.
- 1854 : le dogme de l'Immaculée Conception est défini par le pape Pie IX, dans la bulle Ineffabilis Deus, juste 9 mois (de "gestation"), jour pour jour, avant la date du 8 septembre définie par l'Église catholique comme fête de la Nativité de Marie.
- 1864 : publication de l'encyclique Quanta cura accompagnée du Syllabus par le pape Pie IX.
- 1869 : ouverture du concile Vatican I.
- 1881 :
  - canonisation de Benoît-Joseph Labre par le pape Léon XIII.
  - fondation de la Société du Divin Sauveur, par le père François-Marie de la Croix.
- 1897 : Léon XIII proclame l'encyclique Affari Vos, sur la question des écoles du Manitoba.
- 1913 : ouverture, à Paris 8è, du musée Jacquemart-André.
- 1915 : parution du poème In Flanders Fields, de John McCrae, dans Punch[4].
- 1933 : canonisation de Bernadette Soubirous, témoin d'apparitions mariales dans une grotte aux fées pyrénéenne de Lourdes, en dialecte béarnais de la langue occitane, devenant ainsi sainte catholique (française).
- 1965 : clôture du concile Vatican II.
- 1966 : Claude François chante à l'Olympia de Paris pour la première fois avec les Claudettes[5].
- 1976 : sortie de l'album Hotel California du groupe de rock américain Eagles.
- 2018 : béatification des martyrs d'Algérie, incluant les moines de Tibhirine.

## Éducation
- 1852 : création de l'Université Laval dans la ville de Québec, par l'obtention d'une charte royale de la reine Victoria du Royaume-Uni.

## Sciences et techniques
- 1864 : ouverture du pont suspendu de Clifton.
- 1931 : brevetage du câble coaxial moderne, de l'inventeur américain Herman Affel.
- 1994 : synthèse du roentgenium, au GSI de Darmstadt, en Allemagne.

## Économie et société
- 1944 : en France, création des Compagnies Républicaines de Sécurité (C.R.S.).
- 2024 : en Haïti, au moins 184 personnes accusées de sorcellerie vaudou sont tuées à Cité Soleil par un chef de gang[6].

## Naissances

### Iersiècleav. J.-C.
- 65 av. J.-C. : Horace (Quintus Horatius Flaccus en latin complet), poète latinophone romain († 27 novembre 8 av. J.-C.).

### XVIesiècle
- 1542 : Marie Stuart, reine d’Écosse de 1542 à 1567 et reine de France de 1559 à 1560 († 8 février 1587).
- 1558 : François de La Rochefoucauld, prélat français († 14 février 1645).

### XVIIIesiècle
- 1708 : François-Étienne (duc) de Lorraine et de Bar, grand-duc de Toscane devenu François Ier du Saint-Empire-Romain-Germanique († 18 août 1765).
- 1723 : Paul Thiry d'Holbach, savant et philosophe français († 21 janvier 1789).
- 1730 : Jan Ingenhousz, médecin et botaniste britannique († 7 septembre 1799).
- 1731 : Girolamo Tiraboschi, écrivain et historien de la littérature italien († 3 juin 1794).
- 1742 : Jean Mathieu Philibert Sérurier, militaire français († 21 décembre 1819).
- 1748 : Francesco Mario Pagano, juriste, philosophe et homme politique italien († 29 octobre 1799).
- 1765 : Éli Whitney, industriel américain († 8 janvier 1825).
- 1786 : Jean de Charpentier, géologue allemand spécialiste des glaciers († 12 septembre 1855).

### XIXesiècle
- 1808 : Édouard De Bièfve, peintre belge († 7 février 1882).
- 1813 : Adolph Kolping († 4 décembre 1865), prêtre allemand fondateur d'associations († 10 septembre 1889)[7].
- 1818 : 
  - Charlemagne de Maupas, homme politique français († 18 juin 1888).
  - Charles III, prince de Monaco de 1856 à 1889 († 10 septembre 1889).
- 1827 : Émile Pierre Joseph De Cauwer, peintre d'architecture belge († 30 janvier 1873).
- 1834 : Firmin Rainbeaux, dirigeant d'industrie français († 13 juillet 1916).
- 1844 : Émile Reynaud, photographe et inventeur français († 9 janvier 1918).
- 1849 : Pierre Paulin Andrieu, prélat français († 14 février 1935).
- 1851 : Claude-Émile Schuffenecker, peintre français († 31 juillet 1934).
- 1861 :
  - William Crapo Durant, industriel américain († 18 mars 1947).
  - Aristide Maillol, sculpteur français († 27 septembre 1944).
  - Georges Méliès, réalisateur français († 21 janvier 1938).
- 1862 : Georges Feydeau, homme de lettres français († 5 juin 1921).
- 1864 : Camille Claudel, sculptrice français († 19 octobre 1943).
- 1865 :
  - Jacques Hadamard, mathématicien français († 17 octobre 1963).
  - Jean Sibelius, compositeur finlandais († 20 septembre 1957).
- 1867 : « El Jerezano » (Manuel Lara Reyes dit ), matador espagnol († 7 octobre 1912).
- 1869 : Georges Delfosse, artiste peintre québécois († 22 décembre 1939).
- 1871 : Tang Qunying, journaliste et activiste chinoise († 3 juin 1937)
- 1880 : Clément Émile Roques, prélat français, archevêque d'Aix-en-Provence puis de Rennes († 4 septembre 1964).
- 1881 : Albert Gleizes, peintre, dessinateur, graveur, philosophe et théoricien français cofondateur du cubisme († 23 juin 1955).
- 1884 : Amédée Thubé, marin français champion olympique en 1912 († 29 janvier 1941).
- 1886 : Diego Rivera, peintre mexicain († 24 novembre 1957.
- 1890 : Bohuslav Martinů, violoniste et compositeur tchèque, naturalisé américain († 28 août 1959).
- 1891 : Jeanne Beeckman, médecin et femme politique belge socialiste († 20 avril 1963).
- 1892 : Albert Aubry, homme politique et résistant français († 11 août 1951).
- 1894 : 
  - Elzie Segar (Elzie Crisler Segar dit), auteur de bande dessinée américain († 13 octobre 1938).
  - James Thurber, journaliste et écrivain américain († 2 décembre 1961).

### XXesiècle
- 1901 : Jean Dabry, aviateur français de l'Aéropostale puis commandant de bord († 5 juillet 1990).
- 1902 : Zofia Chomętowska, pionnière de la photographie polonaise († 20 mai 1991).
- 1903 : Kanjūrō Arashi (嵐 寛壽郎), acteur japonais († 21 octobre 1980).
- 1904 : René Parodi , résistant français († 16 avril 1942).
- 1905 : Frank Faylen, acteur américain († 2 août 1985).
- 1906 : Daniel B. Cathcart, directeur artistique américain († 23 janvier 1959).
- 1907 : Tony Aubin, compositeur et chef d'orchestre français († 21 septembre 1981).
- 1908 : 
  - Alphonse, Ambroise Hurth, résistant français, employé municipal à Colmar († 5 mai 1944).
  - Max Rouquette, écrivain français de langue occitane († 22 juin 2005).
- 1909 : Gratien Gélinas, auteur, dramaturge, administrateur et acteur québécois († 16 mars 1999).
- 1910 : Sauveur Ducazeaux, coureur cycliste français († 23 juin 1987).
- 1911 : Lee J. Cobb, acteur américain († 11 février 1976).
- 1912 : Jacques Peten, joueur de tennis et skieur alpin belge († 1995).
- 1913 : Jean-Marie Robain, acteur français († 12 avril 2004).
- 1914 : Pierre-Marie Auzas, inspecteur général honoraire des monuments historiques français († 16 novembre 1992).
- 1915 :
  - Herbert Denham Brotheridge, officier de l'armée britannique († 6 juin 1944).
  - André Collière, officier de cavalerie, résistant, et homme politique français († 13 février 2013).
  - Ernest Lehman, scénariste américain († 2 juillet 2005).
  - Jack Mather, acteur américain († 25 janvier 2006).
  - Louis Namèche, homme politique belge († 3 août 1990).
  - Shin'ichi Sato (真一佐藤), peintre japonais († février 1982).
- 1916 : Richard Fleischer, réalisateur américain († 25 mars 2006).
- 1921 : Yakov Punkin, lutteur ukrainien champion olympique († 12 octobre 1994).
- 1922 : 
  - Lucian Freud, peintre et graveur figuratif britannique († 20 juillet 2011).
  - John Barron McKay, aviateur américain († 27 avril 1975).
- 1923 : Pio Taofinu'u, prélat samoan († 20 janvier 2006).
- 1925 :
  - Samuel George « Sammy » Davis, Jr., artiste américain († 16 mai 1990).
  - Gilles Marcotte, écrivain, enseignant, critique littéraire et musical québécois († 20 octobre 2015).
- 1927 : Vladimir Chatalov (Владимир Александрович Шаталов), cosmonaute soviétique († 15 juin 2021).
- 1928 :
  - Jean François-Poncet, diplomate et homme politique français († 18 juillet 2012).
  - James Oscar « Jimmy » Smith, musicien américain († 8 février 2005).
- 1929 :
  - Vang Pao, général hmong ayant aidé les Français lors de la guerre d'Indochine († 6 janvier 2011).
  - Raymond Séguy, prélat français, évêque de Gap puis d'Autun († 21 mars 2022).
  - Gérard de Villiers, romancier français († 31 octobre 2013).
- 1930 : Maximilian Schell, acteur, producteur, réalisateur et scénariste suisse et autrichien († 1er février 2014).
- 1932 :
  - Marcel Paillé, hockeyeur sur glace québécois († 7 octobre 2002).
  - Eusébio Oscar Scheid, prélat brésilien, archevêque de Rio de Janeiro († 13 janvier 2021).
- 1935 : Simão Sessim, homme politique brésilien († 16 août 2021).
- 1936 : David Carradine, acteur américain († 3 juin 2009).
- 1937 : Jeanne-Marie Sens, chanteuse, parolière, écrivaine et éditrice française.
- 1939 :
  - Gordon « Red » Berenson, joueur et entraîneur canadien de hockey sur glace.
  - Jerry Butler, chanteur américain.
  - James Galway, flûtiste irlandais.
- 1943 : James Douglas « Jim » Morrison, musicien américain, chanteur (club 27) du groupe The Doors († 3 juillet 1971).
- 1944 : Muriel Dutil, actrice québécoise.
- 1945 : 
  - John Banville, journaliste et écrivain irlandais.
  - Julie Heldman, joueuse de tennis américaine.
- 1946 : 
  - Élie Cohen, économiste français († 24 novembre 2008).
  - Noël Forgeard, homme d'affaires français.
  - Gérard Holtz, journaliste (sportif) français de télévision.
- 1947 :
  - Gregory Lenoir « Gregg » Allman, claviériste et chanteur américain du groupe The Allman Brothers Band († 27 mai 2017).
  - Gérard Blanc, chanteur français († 24 janvier 2009).
  - Francis Huster, metteur en scène et acteur français.
- 1950 : 
  - Richard Alan « Rick » Baker, maquilleur de cinéma américain.
  - Timothy John « Tim » Foli, joueur de baseball américain.
- 1951 : William « Bill » McGuire Bryson, écrivain américain.
- 1952 : Marc Barvais, homme politique belge.
- 1953 :
  - Kimila Ann « Kim » Basinger, actrice américaine.
  - Grete Kleppen, écrivaine norvégienne.
  - Władysław Kozakiewicz, athlète perchiste polonais champion olympique.
- 1956 :
  - Warren Cuccurullo, guitariste et chanteur américain du groupe Duran Duran.
  - George Lee Johnson, basketteur américain.
  - Pierre Pincemaille, musicien et organiste français († 12 janvier 2018).
- 1957 : Philip Kenneth « Phil » Collen, guitariste britannique du groupe Def Leppard.
- 1958 : Concha Valero, actrice espagnole († 9 octobre 2006).
- 1961 : André Bachand, homme politique canadien.
- 1962 :
  - Steve Elkington, golfeur australien.
  - Martin Adam « Marty » Friedman, guitariste américain.
- 1964 :
  - Teri Hatcher, actrice américaine.
  - Richard David Precht, écrivain et philosophe allemand.
- 1966 :
  - Sinead O'Connor, chanteuse irlandaise († 26 juillet 2023).
  - Matthew Laborteaux, acteur américain.
  - Tyler Mane, catcheur et acteur canadien.
  - Steve Spangler, Vulgarisateur scientifique américain.
- 1968 :
  - Philippe Katerine (Philippe Blanchard dit), chanteur et acteur français.
  - Michael Cole « Mike » Mussina, joueur de baseball américain.
- 1970 : Juan Manuel de Prada, écrivain espagnol.
- 1971 : 
  - Guillaume de Lisle, évêque auxiliaire de Meaux.
  - Enrique Ponce, matador espagnol.
- 1972 : Biz (Sébastien Fréchette dit), rappeur canadien.
- 1973 :
  - Jean-Philippe Janssens (dit Jeanfi Janssens ou Jeanfi), humoriste français.
  - Corey Taylor, musicien américain, chanteur des groupes Slipknot et Stone Sour.
- 1974 : 
  - Maya Mishalska, actrice mexicaine.
  - Makoto Takimoto, judoka japonais, champion olympique.
- 1976 :
  - Dominic Monaghan, acteur américain.
  - Camille Raymond, actrice française
- 1977 :
  - Sébastien Chabal, joueur de rugby français.
  - Stephen Jones, joueur de rugby gallois.
  - Matthias Schoenaerts, acteur belge.
- 1978 :
  - Najwan Darwish, poète, journaliste et critique littéraire arabe.
  - Frédéric Piquionne, footballeur français.
  - Ian Somerhalder, acteur, modèle et producteur américain.
  - Vernon Wells, joueur de baseball américain.
- 1979 : Kamini (Kamini Zantoko dit), chanteur français.
- 1980 : Salomon Olembe, footballeur camerounais.
- 1981 :
  - Azra Akin, mannequin turc.
  - Marion Jollès, présentatrice de télévision et journaliste sportive française.
- 1982 :
  - Hamit Altintop, footballeur turc.
  - Halil Altintop, footballeur turc.
  - Nicki Minaj (Onika Tanya Maraj dite), chanteuse et rappeuse trinidado-américaine.
- 1983 : Neel Jani, pilote automobile suisse.
- 1984 :
  - Emma Green, athlète de saut en hauteur suédoise.
  - Badr Hari (بدر هاري), kickboxeur international marocain de K-1.
  - Karim Ouellet, chanteur compositeur interprète québécois. († 15 novembre 2021).
- 1985 :
  - Joshua Adam « Josh » Donaldson, joueur de baseball professionnel américain.
  - Meagan Duhamel, patineuse artistique canadienne.
  - Dwight Howard, basketteur américain.
- 1986 :
  - Jermaine Taylor, basketteur américain.
  - Kate Voegele, chanteuse et actrice américaine.
- 1989 :
  - Drew Doughty, hockeyeur sur glace canadien.
  - Jennifer Carole « Jen » Ledger, musicienne britannique, chanteuse et batteuse du groupe Skillet.
- 1990 :
  - Amaury Faye, pianiste français
  - Kevin Fey, joueur de hockey sur glace suisse.
  - Tobias Franzmann, rameur allemand.
  - Tessa Gobbo, rameuse américaine.
  - Shenise Johnson, joueuse américaine de basket-ball.
  - Anna Wierzbowska, rameuse polonaise.
- 1992 : 
  - Mattias Janmark, hockeyeur sur glace suédois.
  - Moritz Leitner, footballeur allemand.
  - Yui Yokoyama (横山由依), chanteuse japonaise.
- 1993 : AnnaSophia Robb, actrice et chanteuse américaine.

## Décès

### XVIesiècle
- 1550 : Gian Giorgio Trissino, écrivain et poète italien vénitien (° 8 juillet 1478).

### XVIIesiècle
- 1626 : Salomon de Brosse, ou le jour même de son inhumation, 9 décembre (° 1565 ou 1571).
- 1649 : Noël Chabanel, missionnaire jésuite, un des 8 martyrs canadiens (° 2 février 1613).

### XVIIIesiècle
- 1709 : Thomas Corneille, dramaturge français (° 26 août 1625).
- 1722 : Élisabeth-Charlotte de Bavière, duchesse d'Orléans dite « princesse palatine », belle-sœur de Louis XIV (° 27 mai 1652).
- 1793 : Madame Du Barry (Jeanne Bécu de Cantigny dite), favorite de Louis XV (°19 août 1743).
- 1793 : Mathieu de Verteuil, militaire français et officier royaliste de la guerre de Vendée (°22 avril 1765).

### XIXesiècle
- 1830 : Benjamin Constant, homme politique et homme de lettres franco-suisse (° 25 octobre 1767).
- 1849 : Auguste de Gérando, essayiste et historien français (° 4 avril 1819).
- 1864 : George Boole, mathématicien britannique (° 2 novembre 1815).
- 1886 :
  - Leo Becker, homme politique allemand (° 14 mars 1840).
  - Balé Demba, monarque du royaume de Dubréka (° vers 1805)
  - William Fraser Tolmie, homme politique canadien (° 23 février 1812).
  - Isaac Lea, malacologiste et minéralogiste américain (° 4 mars 1792).
- 1887 : Marguerite Boucicaut, cofondatrice française du Bon Marché (° 3 janvier 1816)[8].
- 1894 : Pafnouti Tchebychev, mathématicien russe (° 16 mai 1821).

### XXesiècle
- 1907 : Oscar II, roi de Suède de 1872 à 1907 (° 21 janvier 1829).
- 1914 : Maximilian Von Spee, officier de marine allemand (° 22 juin 1861).
- 1945 : Giulio Antamoro, réalisateur de cinéma italien (° 31 juillet 1877).
- 1952 : Charles Lightoller, marin et officier du Titanic (° 30 mars 1874).
- 1956 : James Crawford « Jimmy » Angel Marshall, aviateur et explorateur américain (° 1er août 1899).
- 1958 : Tristam « Tris » Speaker, joueur de baseball américain (° 4 avril 1888).
- 1967 :
  - Louis Bacon, chanteur américain (° 1er novembre 1904).
  - Robert Henry Lawrence, Jr., aviateur américain (° 2 octobre 1935).
- 1972 : Yvon Morandat, homme politique et résistant français (° 25 décembre 1913).
- 1973 : Şehzade Mehmed Abid, sultan ottoman (° 17 septembre 1905).
- 1978 : Golda Meir (גּוֹלְדָּה מֵאִיר), femme politique israélienne, première ministre d'Israël, de 1969 à 1974 (° 3 mai 1898).
- 1980 : John Lennon, musicien et chanteur britannique et anglais du groupe The Beatles (° 9 octobre 1940).
- 1981 : Ferruccio Parri, homme d'état italien, ancien président du Conseil en 1945 (° 19 janvier 1890).
- 1982 : 
  - Moro Naba Kougri, roi du Burkina Faso de 1957 à 1982 (° 1930).
  - Marty Robbins (Martin David Robinson dit), chanteur et compositeur américain de musique country (° 26 septembre 1925).
- 1983 : 
  - Keith Holyoake, homme politique néo-zélandais Premier ministre (° 11 février 1904).
  - Slim Pickens (Louis Burton Lindley dit), acteur américain (° 29 juin 1919).
- 1989 : Bruno Carette, humoriste et acteur français issu du "quatuor" Les Nuls (° 26 novembre 1956).
- 1990 :
  - Tadeusz Kantor, peintre et homme de théâtre polonais (° 6 avril 1915).
  - Lana Marconi, comédienne française d'origine roumaine, cinquième épouse et veuve de Sacha Guitry (° 8 septembre 1917).
- 1991 : Wilbur Dorsey « Buck » Clayton, trompettiste, arrangeur et chef d’orchestre américain de jazz (° 12 novembre 1911).
- 1994 : Antônio Carlos Jobim dit aussi Tom Jobim, musicien et compositeur brésilien (° 25 janvier 1927).
- 1995 : Robert Manuel, acteur et metteur en scène français, sociétaire honoraire de la Comédie-Française  (° 7 septembre 1916).
- 1996 :
  - Bernard Gèze, géologue, hydrogéologue, volcanologue et spéléologue français (° 24 mars 1913).
  - Howard Rollins Jr., acteur américain (° 17 octobre 1950).
- 1997 : Bob Bell, acteur américain alias Bozo le clown (° 18 janvier 1922).

### XXIesiècle
- 2002: Youri Bogatikov, chanteur soviétique puis ukrainien (° 29 février 1932).
- 2003 :
  - Rubén González, pianiste cubain solo et du Buena Vista Social Club (° 26 mai 1919).
  - Ahmed Sahnoune (أحمد سحنون), chef religieux algérien imam d'Alger (° 1907).
- 2004 : 
  - Darrell Abbott, musicien américain, guitariste des groupes Damageplan et Pantera (° 20 août 1966).
  - Digby McLaren, géologue et paléontologue canadien d'origine irlandaise (° 11 décembre 1919).
- 2005 :
  - Maurice Aubert, géologue français (° 8 mai 1914).
  - Pierre Pierrard, histotrien français (° 26 février 1920).
  - Leo Scheffczyk, prélat et théologien allemand (° 21 février 1920).
- 2006 : Martha Tilton, chanteuse américaine (° 14 novembre 1915).
- 2007 : Ioan Fiscuteanu, acteur roumain (° 19 novembre 1937).
- 2008 : 
  - Albert Eloy, footballeur français (° 30 juin 1927).
  - Xavier Perrot, pilote automobile suisse (° 1er février 1932).
  - Robert Prosky, acteur américain (° 13 décembre 1930).
  - Bob Spiers, réalisateur, producteur et acteur britannique (° 27 septembre 1945).
- 2008 : Claude Vasconi, architecte français (° 24 juin 1940).
- 2009 : 
  - Murray Armstrong, hockeyeur sur glace canadien (° 1er janvier 1916).
  - Walter Haeussermann, ingénieur en aérospatiale germano-américain (° 4 mars 1914).
  - Denise Mennet, dessinatrice et peintre vaudoise.
- 2011 : Ladislas de Hoyos, journaliste et élu français.
- 2013 : 
  - Madeleine « Mado » Maurin, actrice française et mère d'acteurs comme Patrick Dewaere (° 24 septembre 1915).
  - Bernadette Suau, archiviste paléographe française (° 3 septembre 1942).
- 2015 :
  - Richard Balducci, scénariste et réalisateur français (° 10 février 1922).
  - Douglas Tompkins, homme d'affaires et écologiste américain.
  - John Trudell, activiste américain.
- 2016 : John Glenn, astronaute, pilote de chasse et homme politique américain (° 18 juillet 1921).
- 2017 : Josy (Yossef) Eisenberg, rabbin, auteur, producteur, réalisateur et animateur français de télévision (religieuse juive) (° 12 décembre 1933).
- 2019 :
  - Juice WRLD (Jarad Anthony Higgins dit), rappeur américain (° 2 décembre 1998).
  - Hirokazu Kanazawa, karatéka japonais.
  - Paul Volcker, économiste américain.
- 2020 :
  - Alejandro Sabella, footballeur puis entraîneur argentin.
  - Charles David Din Dika, 6e roi de la communauté Akwa au Cameroun.
- 2021 : 
  - Jacques Zimako, footballeur français.
  - Susana Higuchi, femme politique péruvienne.
- 2022 : Yoshishige Yoshida, réalisateur japonais (° 16 février 1933).
- 2023 :
  - Itziar Castro, actrice espagnole (° 14 février 1977).
  - Pierre Colman, historien de l’art belge (° 8 août 1931).
  - David Gell, animateur de radio canadien (° 23 août 1929).
  - Peter-Michael Kolbe, rameur d'aviron allemand (° 2 août 1953).
  - Jean-Pierre Moulin, écrivain, journaliste, chansonnier, parolier et auteur dramatique suisse (° 11 janvier 1922).
  - Ryan O'Neal, acteur américain (° 20 avril 1941).
  - Tony Tarantino, acteur et guitariste américain (° 4 juillet 1940).
- 2024 :
  - Alain Fuchs, docteur ès sciences et professeur de chimie franco-suisse (° 10 avril 1953).
  - Roberto Goméz, joueur de baseball dominicain (° 3 août 1989).
  - Şerif Gören, réalisateur turc (° 14 octobre 1944).
  - Níkos Sargánis, footballeur grec (° 13 janvier 1954).

## Célébrations

### Internationales
- Journée mondiale du climat[9].
- IFCM (en) : journée mondiale du chant choral[10].

### Nationales
- Bulgarie : journée de l'étudiant[11].
- Corse : festa di a nazione (fête nationale corse)[12] (France).
- Lyon (France) : fête des Lumières ou des « gones » (les « jeunes », en franco-provençal de Lyon), qui se déroule dans la nuit du 8 au 9 décembre[13], en lien avec la fête religieuse des lumières de l'Immaculée-Conception ci-après sur Fourvières.
- Ouzbékistan : Konstitutsiya kuni ou « fête de la Constitution » depuis 1992[14].
- Panama : día de la madre ou « fête des Mères ».
- Roumanie : ziua Constitutiei romaniei ou « jour de la Constitution » sept jours après la fête nationale[15].

### Religieuses
- Bouddhisme au Japon : Rohatsu / célébration de l'éveil du Bouddha[16].

- Catholicisme : fête de l'Immaculée-Conception en l'honneur de la Vierge Marie, à l'origine de nombreux événements dans le monde chrétien :
  - día de la Virgen ou « fête de la Vierge » en Argentine[17].
  - día de la Virgen de Lo Vázquez ou « fête de la Vierge de Lo Vázquez » au Chili[18].
  - día de las velitas de María ou « fête des chandelles de Marie » en Colombie[19].
  - fiesta de la Inmaculada Concepción ou « fête de l'Immaculée Conception » en Espagne, Marie étant la sainte patronne du pays[20].
  - Immacolata Concezione ou Immaculée Conception en Italie : les pompiers de Rome accrochent une couronne de fleurs au bras de la statue de la Vierge[21].
  - día de la Virgen de Juquila (es) ou « fête de la Vierge de Juquila » à Oaxaca de Juárez au Mexique.
  - día de la Inmaculada Concepción ou « fête de l'Immaculée Conception » au Nicaragua[22].
  - pèlerinage en l'honneur de la Vierge de Caacupé (es) au Paraguay.
  - día de la Inmaculada Concepción de María ou « fête de l'Immaculée Conception de Marie » au Pérou.
  - festa da Imaculada Conceição ou « fête de l'Immaculée Conception » de Marie sainte patronne du pays au Portugal[23].
  - etc.

### Saints des Églises chrétiennes

#### Saints catholiques et orthodoxes
Saints du jour, :
- Budoc (VIe siècle), abbé, maître d’une école monastique sur l’île Lavrec, en Bretagne.
- Edith, Frida et Sabine (IXe siècle), martyres.
- Euchaire de Trèves († 250), évêque.
- Eutychien, (27e) pape, en fonction de 275 à 283 († 283).
- Gonthilde († vers 748) — ou « Gunthild » —, moniale anglaise de Wimborne, abbesse en Thuringe.
- Léonard du Dunois (VIe siècle), ermite près d'Orléans.
- Macaire d'Alexandrie († 393), ermite - fêté le 19 janvier en Orient.
- Patapios (VIe siècle) solitaire en Égypte.
- Romaric de Remiremont († 653), ermite, fondateur et deuxième Abbé (higoumène) du monastère de Remiremont (/ Romarici Mons, Romaricberg), dans les Vosges lorraines.
- Sophrone (VIIIe siècle) évêque.
- Valens et Cazarie (VIe siècle), saints époux - Valens fut aussi évêque d'Avignon.

#### Saints ou bienheureux des Églises catholiques
Saints et béatifiés du jour :
- Buzad Banfy († 1241), bienheureux, comte hongrois devenu dominicain, martyr des Tatars à Pest.
- Gloria Maria di Gesù Elizondo García (1908-1966), dirigeante d'entreprise puis religieuse, vénérable.
- Jeanne de Caceres († 1383), abbesse.
- Joseph-Marie Zabal Blasco (pl)(† 1936), bienheureux laïc martyr lors de la guerre civile espagnole.
- Louis Liguda (en) († 1942), prêtre polonais et martyr.
- Narcisse de Jésus Martillo Morán († 1869), laïque équatorienne.
- Noël Chabanel († 1649), prêtre de la Compagnie de Jésus et martyr.
- Paul Yun Ji-chung († 1791), bienheureux laïc martyr Coréen.
- Thibaut de Marly, abbé des Vaux-de-Cernay († 1247) - fêté aussi le 8 juillet.

#### Saints des Églises orthodoxes
- Cyrille de Tselma († 1368), ascète et missionnaire au mont Tselma, dans la région d'Olonets, dans le nord de la Russie.

### Prénoms du jour
Conception et ses variantes et diminutifs : Concepción, Concetta, Concettina, Concha et Conchita.
Et aussi :
- Budog et ses variantes autant bretonnes : Beuzec, Beuzeg, Bodoc, Bodvael, Bozael, Budic, Budoc, Buvael, Buzig, etc.
- Aux Eucher,
- Eutrope,
- Hildeman[26] (ou 16 décembre).
- Macaire,
- Romaric et ses variantes masculines Romarick et Romary, et féminine Romarie (fêtés aussi des 9 au 10 décembre).

## Traditions et superstitions

### Dictons
- « Jour de l'Immaculée, ne passe jamais sans gelée. »[27]
- « Notre Dame de l'Avent pluie et vent, enfonce ton bonnet jusqu'aux dents. »[28]
- « À la Saint Romaric, laisse en paix ta bourrique. »[29]

### Astrologie
- Signe du zodiaque : 16e jour du Sagittaire.

## Toponymie
- Les noms de plusieurs voies, places, sites ou édifices de pays ou régions francophones contiennent cette date sous diverses graphies : voir Huit-Décembre .